# Come Together (film)
Pour les articles homonymes, voir Come Together (homonymie).
Pour plus de détails, voir Fiche technique et Distribution.
Come Together (italien : Rapporto al tre) est un film dramatique italo-américain réalisé par Saul Swimmer (en) et sorti en 1971.

## Synopsis
Le cascadeur américain Tony récupère Lisa et Ann, deux belles Américaines qui viennent d'atterrir à Naples. Tony devient alors un guide touristique pour elles, mais les choses prennent une tournure différente à laquelle aucun des trois ne s'attendait. Tony, Lisa et Ann finissent par former un ménage à trois.

## Fiche technique
- Titre original américain : Come Together
- Titre italien : Rapporto al tre
- Réalisation : Saul Swimmer (en)
- Scénario : Saul Swimmer (en), Tony Anthony
- Photographie :	Tonino Delli Colli
- Montage : Franco Arcalli
- Musique : Stelvio Cipriani
- Production : Saul Swimmer (en), Tony Anthony
- Société de production : ABKCO Films
- Société de distribution : Allied Artists Pictures (États-Unis) ; Pantheon Films (Italie)
- Pays de production :  Italie -  États-Unis
- Langue originale : anglais américain
- Format : Couleurs par Technicolor - 2,35:1 - Son mono - 35 mm
- Durée : 96 minutes
- Genre : Drame passionnel
- Dates de sortie :
  - États-Unis : 25 septembre 1971
  - Italie : 1976

## Distribution
- Tony Anthony : Tony
- Luciana Paluzzi : Lisa
- Rosemary Dexter : Ann
- Peter Bennett : l'avorteur
- Mariangela Melato (sous le nom d'« Ellen Wolper ») : l'infirmière
- Elena Pedemonte : la fille dans la Ford
- Marisa Traversi : la princesse

## Musique
La bande originale est assurée par Stelvio Cipriani. Le tube L'amour est bleu d'André Popp et Paul Mauriat est repris dans le film par les Dells.